# Opilio consputus
Opilio consputus is een hooiwagen uit de familie echte hooiwagens (Phalangiidae).